# Sandro Ramírez
Sandro Ramírez Castillo (Las Palmas, 1995. július 9. –) spanyol labdarúgó, aki 2019-től a spanyol SD Huesca csatára.

## Pályafutása

### Klubcsapatban

#### FC Barcelona B
2013. június 10-én csatlakozott a Barcelona B csapatához, és 2013. augusztus 17-én debütált a csapatban. A CD Mirandés elleni 2–1-re elvesztett mérkőzésen.
Szeptember 15-én szerezte meg az első gólját, a Real Madrid Castilla elleni hazai mérkőzésen. A csapatban összesen 61 alkalommal lépett pályára, amin 15 találatot jegyzett.

#### FC Barcelona
2014. augusztus 24-én nevezték először a 2014–15-ös szezonban, a csapatban, mint a bajnokságban az Elche CF elleni találkozón.
Egy héttel később debütált a csapatban, a 70. percben csereként Pedrot váltotta, majd a 82. percben megszerezte az első gólját is a Villarreal CF elleni vendégbeli 0–1-s bajnoki mérkőzésen. 
Szeptember 17-én mutatkozott be a Bajnokok Ligájaban az Apoel Nicosia elleni hazai 1–0-s találkozón.
Majd október 21-én szerezte meg a sorozatban az első gólját, a Ajax elleni 3–1-s hazai összecsapáson.
December 16-án a spanyol kupasorozatban is betalát, az SD Huesca elleni 8–1-s hazai diadalon.

#### Everton
2017. július 3-án igazolta le az angol Everton csapata.

## Statisztika
2020. október 10-i állapot szerint.
| Klub                      | Szezon           | Bajnokság        | Bajnokság | Bajnokság | Kupa  | Kupa  | Nemzetközi | Nemzetközi | Egyéb | Egyéb | Összes | Összes |
| Klub                      | Szezon           | Liga             | Mérk.     | Gólok     | Mérk. | Gólok | Mérk.      | Gólok      | Mérk. | Gólok | Mérk.  | Gólok  |
| ------------------------- | ---------------- | ---------------- | --------- | --------- | ----- | ----- | ---------- | ---------- | ----- | ----- | ------ | ------ |
| Barcelona B               | 2013–14          | Segunda Division | 31        | 7         | —     | —     | —          | —          | —     | —     | 31     | 7      |
| Barcelona B               | 2014–15          | Segunda Division | 30        | 8         | —     | —     | —          | —          | —     | —     | 30     | 8      |
| Barcelona B               | Összesen         | Összesen         | 61        | 15        | —     | —     | —          | —          | —     | —     | 61     | 15     |
| Barcelona                 | 2014–15          | La Liga          | 7         | 2         | 2     | 1     | 3          | 1          | —     | —     | 12     | 4      |
| Barcelona                 | 2015–16          | La Liga          | 10        | 0         | 4     | 3     | 3          | 0          | 3     | 0     | 20     | 3      |
| Barcelona                 | Összesen         | Összesen         | 17        | 2         | 6     | 4     | 6          | 1          | 3     | 0     | 32     | 7      |
| Málaga                    | 2016–17          | La Liga          | 30        | 14        | 1     | 2     | —          | —          | —     | —     | 31     | 16     |
| Málaga                    | Összesen         | Összesen         | 30        | 14        | 1     | 2     | —          | —          | —     | —     | 31     | 16     |
| Everton                   | 2017–18          | Premier League   | 8         | 0         | 0     | 0     | 4          | 1          | 3     | 0     | 15     | 1      |
| Everton                   | 2018–19          | Premier League   | 0         | 0         | 0     | 0     | 0          | 0          | 1     | 0     | 1      | 0      |
| Everton                   | Összesen         | Összesen         | 8         | 0         | 0     | 0     | 4          | 1          | 4     | 0     | 16     | 1      |
| Sevilla (kölcsön)         | 2017–18          | La Liga          | 13        | 0         | 2     | 0     | 3          | 0          | —     | —     | 18     | 0      |
| Sevilla (kölcsön)         | Összesen         | Összesen         | 13        | 0         | 2     | 0     | 3          | 0          | —     | —     | 18     | 0      |
| Real Sociedad (kölcsön)   | 2018–19          | La Liga          | 24        | 0         | 2     | 0     | —          | —          | —     | —     | 26     | 0      |
| Real Sociedad (kölcsön)   | Összesen         | Összesen         | 24        | 0         | 2     | 0     | —          | —          | —     | —     | 26     | 0      |
| Real Valladolid (kölcsön) | 2019–20          | La Liga          | 24        | 3         | 2     | 1     | —          | —          | —     | —     | 26     | 4      |
| Real Valladolid (kölcsön) | Összesen         | Összesen         | 24        | 3         | 2     | 1     | —          | —          | —     | —     | 26     | 4      |
| Huesca                    | 2020–21          | La Liga          | 1         | 1         | 0     | 0     | —          | —          | —     | —     | 1      | 1      |
| Huesca                    | Összesen         | Összesen         | 1         | 1         | 0     | 0     | —          | —          | —     | —     | 1      | 1      |
| Karrier Összesen          | Karrier Összesen | Karrier Összesen | 177       | 34        | 13    | 7     | 13         | 2          | 7     | 0     | 210    | 43     |